# روتول (ناحیه روستایی)
روتول  (به انگلیسی: Rutul) یک منطقه مسکونی در روسیه است که در داغستان واقع شده است.

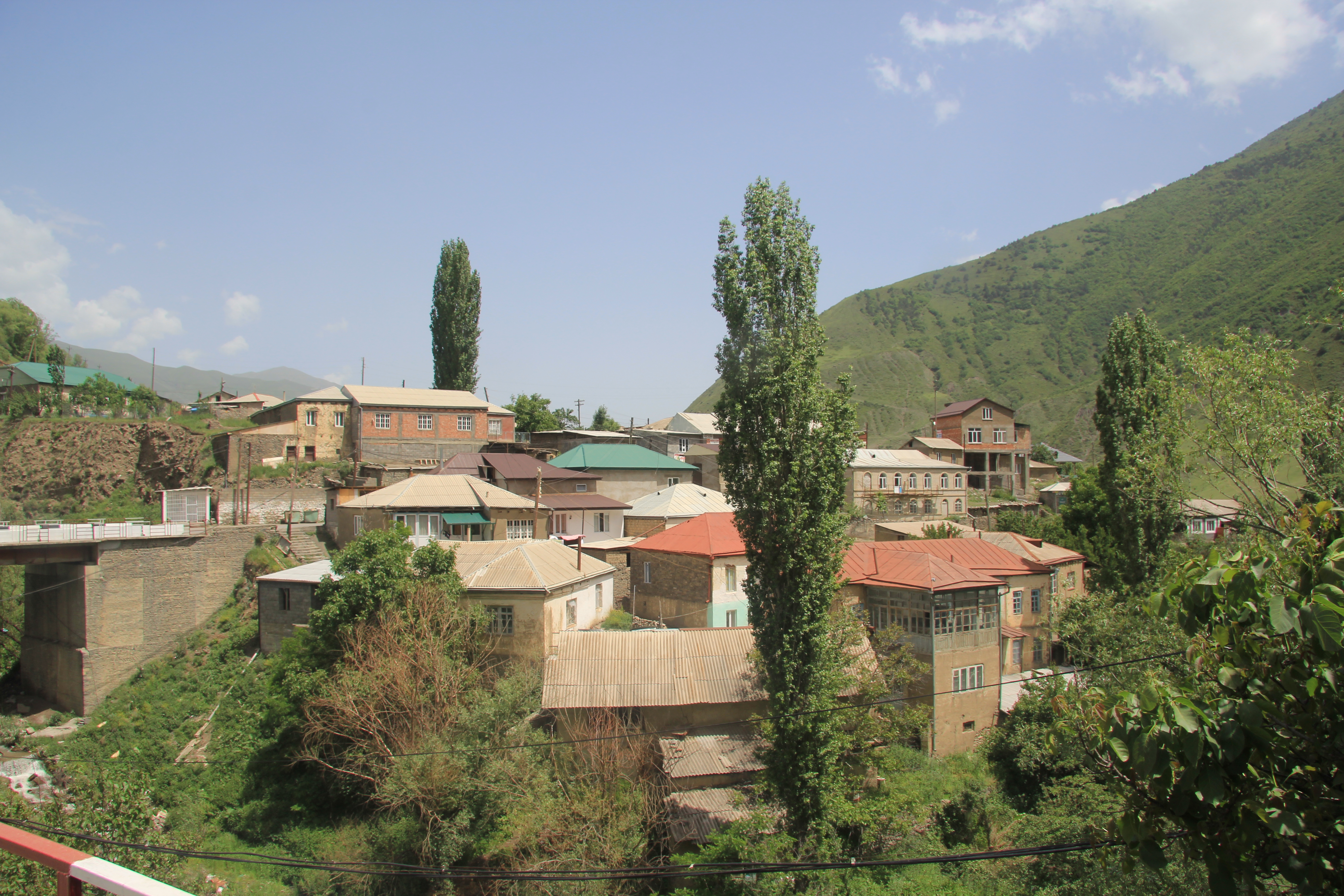
نمایی از دهکده روتول